# Café Tortoni

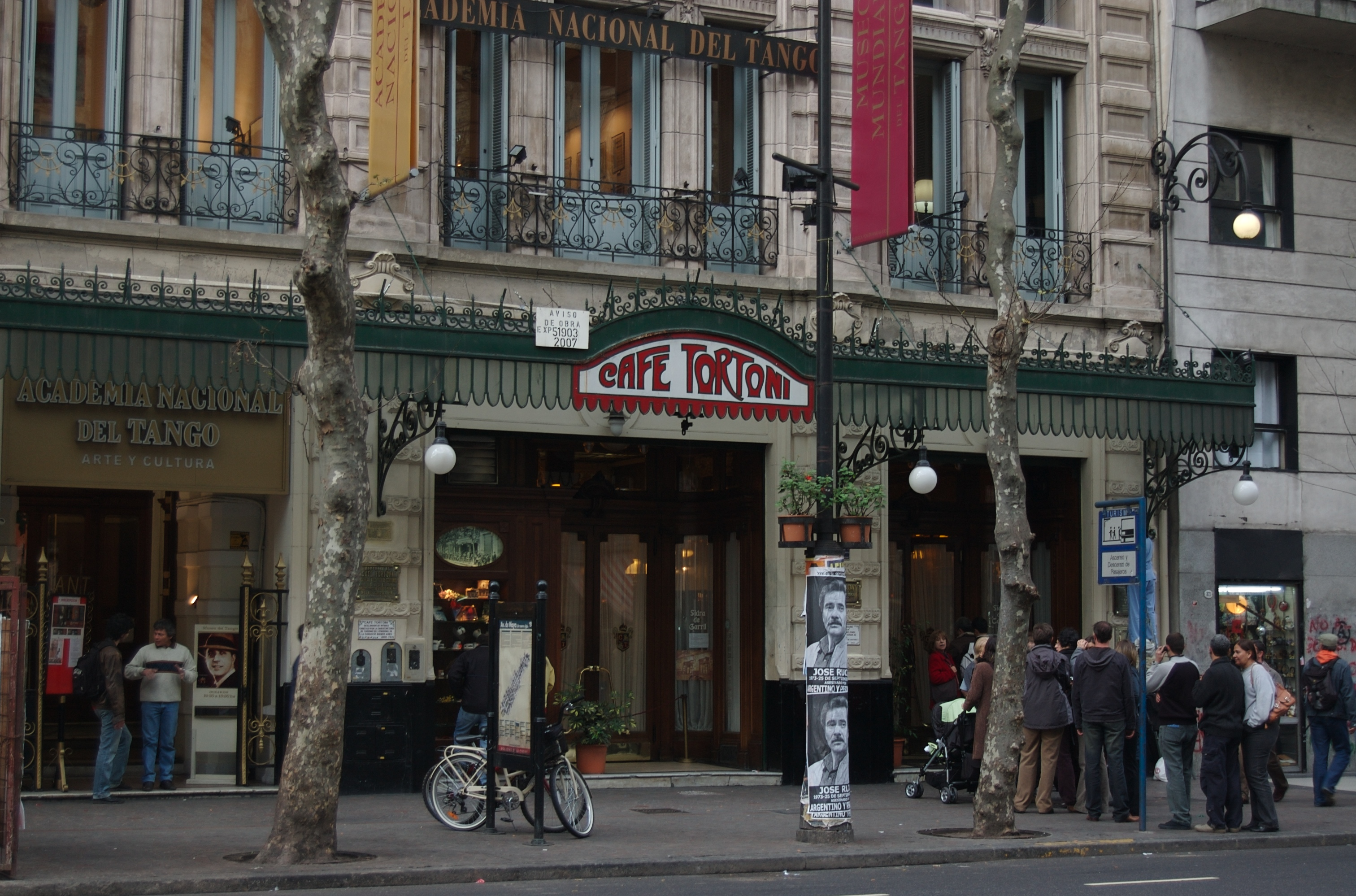
Café Tortoni

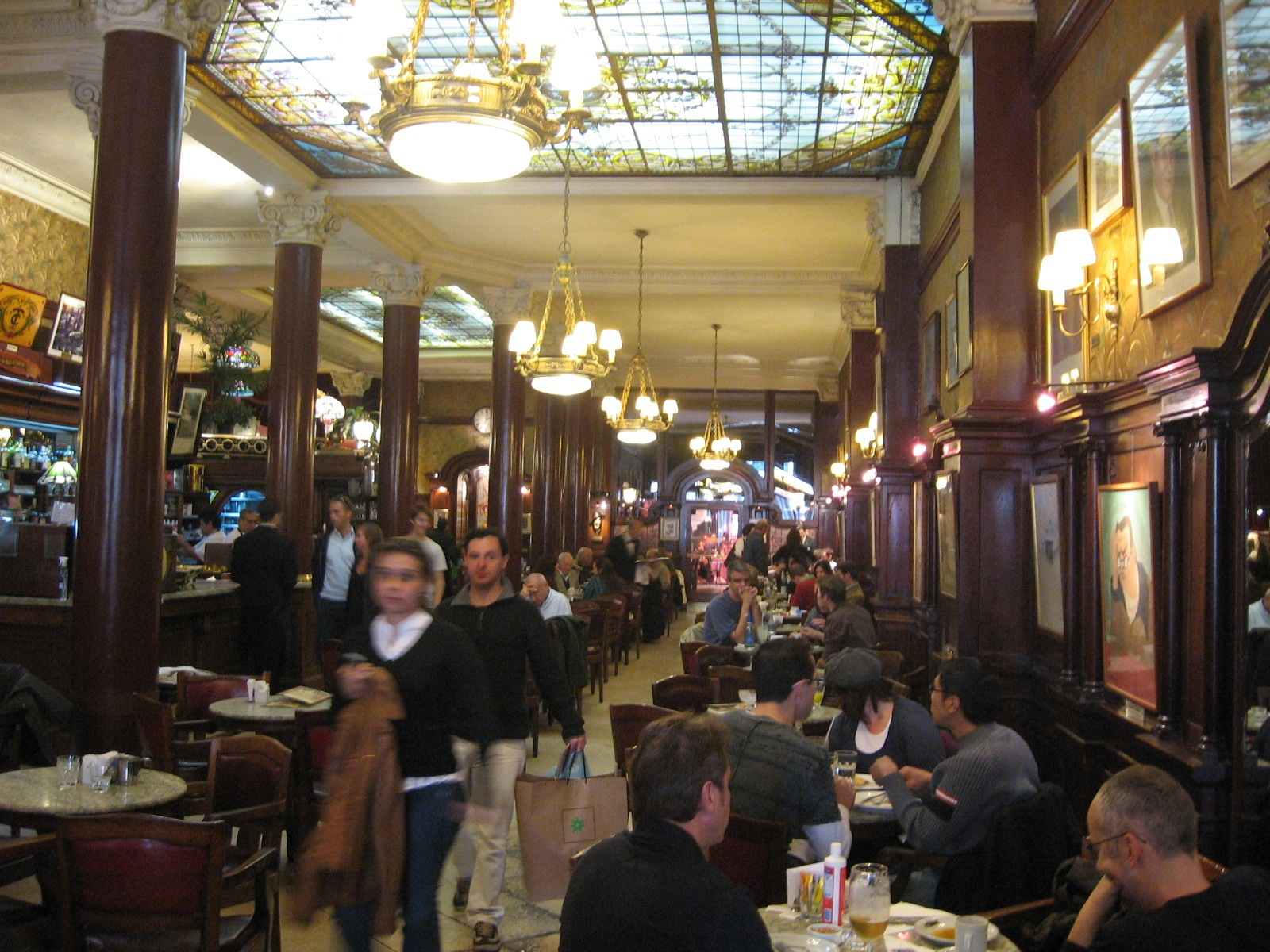
Innenansicht des Cafés

Das Café Tortoni ist ein Kaffeehaus auf der Avenida de Mayo 825 in Buenos Aires (Argentinien). Es wurde 1858 von dem französischen Immigranten Touan eröffnet und nach dem Lokal Tortoni auf dem Boulevard des Italiens, Paris, benannt.

## Geschichte
Das Café Tortoni befand sich ursprünglich an der Kreuzung Avenida Rivadavia und Esmeralda-Straße. Das Gebäude, in dem sich das Tortoni heute befindet, war ehemals der Templo Escocés (Schottischer Tempel). 1880 zog es an seinen jetzigen Standort um, der Eingang befand sich auf der Av. Rivadavia. 1898 wurde die Fassade durch den Architekten Alejandro Christophersen erneuert und der Eingang auf die Avenida de Mayo verlegt. Kurz danach wurde es an den Franzosen Celestino Curutchet verkauft.
Im Keller des Hauses wurde 1926 La Peña (ein Treffpunkt, wo Folklore/Nueva Canción gespielt wird und dazu Essen und Getränke angeboten werden) eröffnet. 1943 wurde dieser Treffpunkt aufgelöst. Unter seinen Besuchern waren u. a. Alfonsina Storni, Baldomero Fernández Moreno, Juana de Ibarbourou, Arthur Rubinstein, Ricardo Viñes, Roberto Arlt, José Ortega y Gasset, Jorge Luis Borges, Molina Campos und Benito Quinquela Martín.
Das Café selber war Treffpunkt für Politiker wie Lisandro de la Torre und Marcelo Torcuato de Alvear, berühmte Argentinier wie Carlos Gardel und Juan Manuel Fangio und für internationale Persönlichkeiten wie Albert Einstein, Federico García Lorca, Hillary Clinton, Robert Duvall und König Juan Carlos I. von Spanien.
Der Keller wird zurzeit genutzt von Jazz- und Tangomusikern, auch finden dort Buchvorstellungen und Dicht-Wettbewerbe statt. Das Kaffeehaus hat seine Innenausstattung des Fin de siècle aus der Anfangszeit bewahrt, außerdem gibt es dort Billardtische und man kann Domino und Darts spielen.